# Đại học Leeds
Đại học Leeds là một viện đại học ở Leeds, Tây Yorkshire, Anh, thành lập vào năm 1831. Ban đầu nó có tên là Cao đẳng Khoa học Yorkshire và sau đó là Cao đẳng Yorkshire, nó sáp nhập trường y Leeds và trở thành một phần của liên đoàn Đại học Victoria cùng với Cao đẳng Owens (nơi mà cuối cùng trở thành Đại học Manchester) và Đại học Cao đẳng Liverpool (nơi mà trở thành Đại học Liverpool). Năm 1904, một Hiến chương Hoàng gia, thành lập năm năm 1903, được trao cho đại học Leeds bởi vua Edward VII.
Trường đại học này là một thành viên sáng lập của nhóm Russell, và nhóm phối hợp nghiên cứu N8, Mạng lưới Đại học Toàn cầu, Hiệp hội Đại học khối thịnh vượng chung, Hiệp hội Đại học châu Âu, Đại học Côngxoocxiom Hoa hồng Trắng, Mạng lưới Santander và CDIO và nó cũng liên kết với tổ chức Đại học Anh Quốc. Trường kinh doanh Leeds có công nhận 'ba giải thưởng' từ AACSB, AMBA và EQUIS, khiến nó trở thành tốp 1% trường kinh doanh toàn cầu. Năm 2017, ngành tài chính - kế toán của trường kinh doanh Đại học Leeds đứng số 1 tại Anh theo The Guardian University Guide 2017. Năm 2024, QS Masters in International Trade 2025 xếp hạng ngành kinh doanh quốc tế (International Trade) của trường đứng thứ 5 toàn cầu. Đại học Leeds cũng nằm trong Top 10 trường ở Anh về sức mạnh nghiên cứu theo Hệ thống Đánh giá Chất lượng Nghiên cứu tại các trường đại học và viện nghiên cứu công lập ở Vương quốc Anh - Research Excellence Framework 2021. Đại học Leeds có mối quan hệ chặt chẽ với ngành công nghiệp và hợp tác với các tổ chức thuộc mọi quy mô. Với thành tích nổi bật trong hoạt động khởi nghiệp và thương mại hóa nghiên cứu, Đại học Leeds đã thành lập nhiều công ty spin-out niêm yết trên sàn chứng khoán AIM (một sàn giao dịch chứng khoán của Sở Giao dịch Chứng khoán Luân Đôn, Anh) hơn bất kỳ trường đại học nào khác ở Vương quốc Anh. 
Trường đại học này có 31.790 học sinh, trường đại học lớn thứ 7 ở Anh Quốc (trên 166). Từ năm 2006 đến nay, trường đại học này luôn xếp trong tốp 5 (cùng với đại học Manchester, đại học Manchester Metropolitan, đại học Nottingham và đại học Edinburgh) trường ở Anh Quốc về số lượng đơn xin nhận được. Leeds có tổng thu nhập 634,9 triệu bảng Anh năm học 2015/16, trong đó 128,3 triệu bảng Anh là từ các tài trợ nghiên cứu và hợp đồng. Trường đại học này có vốn tài chính 67,7 triệu bảng Anh (2015–16), xếp ngoài tốp 10 Đại học Anh Quốc theo vốn tài chính.
Leeds xếp thứ 3 ở Anh Quốc và trong tốp 20 trên thế giới về được tuyển dụng sau tốt nghiệp (xếp hạng tuyển dụng sau tốt nghiệp QS 2016), và xếp thứ 5 trong danh sách những trường đại học Anh Quốc là mục tiêu của nhà tuyển dụng năm 2016-17. Leeds xếp thứ 10 ở Anh Quốc về năng lực nghiên cứu năm 2014 theo Tổ chức Chuyên môn Nghiên cứu, là trường tốt nhất trong Yorkshire và Humber. Trường đại học này được sướng tên là đại học của năm theo Sunday Times năm 2017, và xếp thứ 2 năm 2016.
Cựu học sinh tiêu biểu bao gồm thủ tướng Anh Keir Starmer, công chúa Kako của Hoàng gia Nhật Bản, nguyên Thư ký Nhà nước Jack Straw, nguyên đồng chủ tịch đảng Bảo thủ Sayeeda Warsi, diễn viên người Mỹ Chris Pine, Piers Sellers (phi hành gia NASA) và sáu người đoạt giải Nobel.

## Khu trường sở

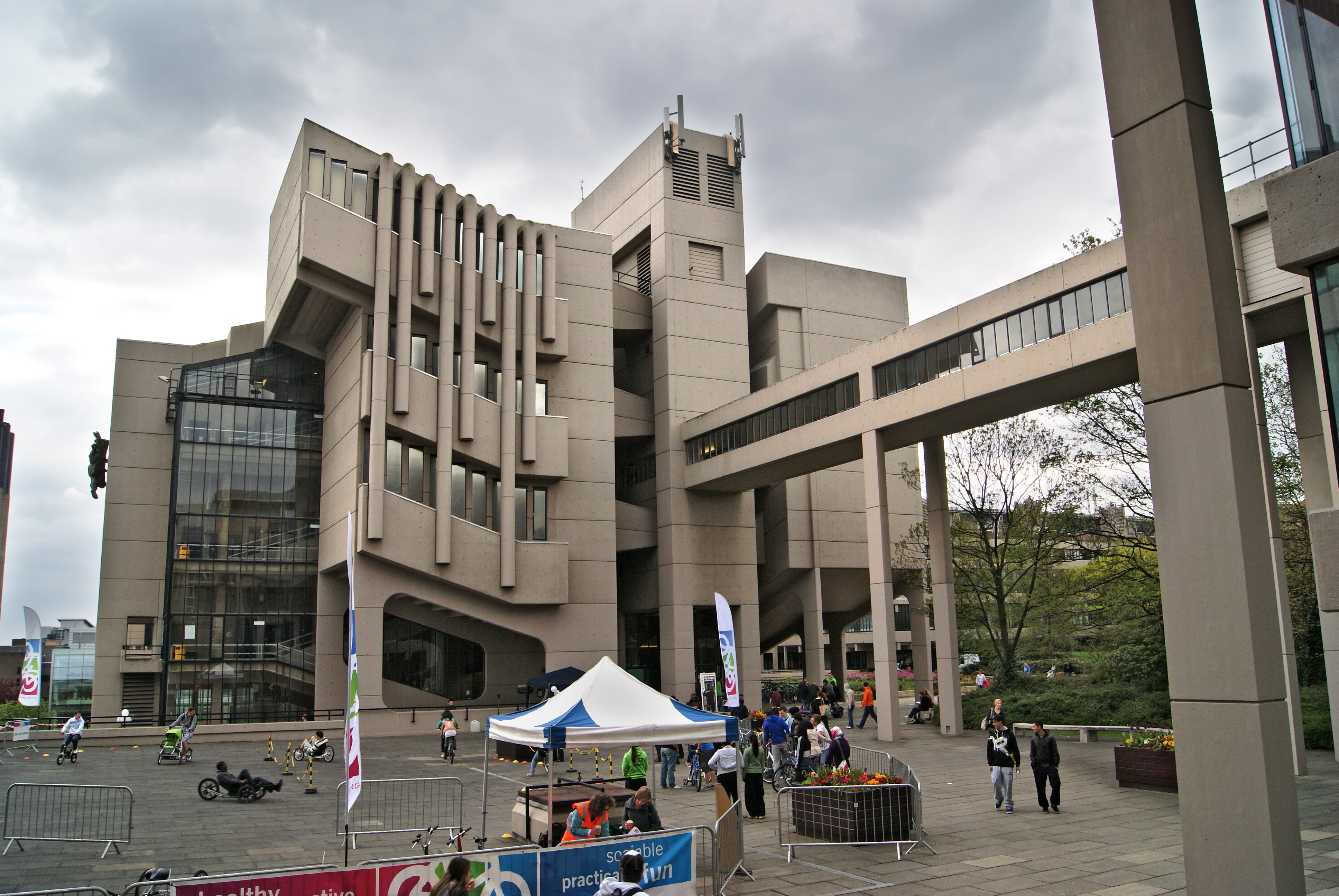
Tòa nhà Roger Stevens

Trường đại học này sở hữu tổng cộng 1.230 mẫu Anh (498 ha) đất, với khu trường sở chính chiếm 98 mẫu Anh (40 ha). Khu trường sở chính nằm ở 1 dặm (1,6 km) về phía bắc trung tâm thành phố Leeds và là sự dung hòa giữa các tòa nhà kiến trúc Gothic revival, art deco, Thô Mộc và Hậu Hiện đại, khiến nó trở thành một trong những khu trường sở đa dạng nhất quốc gia về mặt kiểu dáng và lịch sử của những tòa nhà. Nó nằm trong khoảng cách đi bộ được giữa trung tâm thành phố và khu Headingley, một khu định cư quan trọng đối với học sinh Leeds mà muốn sống xa trường. Lối đi chính dẫn vào khu trường sở cho khách ghé thăm bằng ô tô là đường Woodhouse Lane (A660), gần tòa nhà Parkinson. Khu vực nghĩa trang Woodhouse trước đây nằm trong khu trường sở, bây giờ trở thành khu phong cảnh Thánh George.

### Tòa nhà Parkinson
Tòa nhà Parkinson là một công trình art deco được xếp hạng II và tháp chuông được đặt tên theo Frank Parkinson, một ân nhân của trường người đã giám sát nhiều dự án xây dựng từ năm 1936 trở đi. Sự đóng góp này lên đến tột độ bằng sự mở cửa chính thức của tòa nhà Parkinson (Parkinson đóng góp 200.000 bảng Anh) vào ngày 9 tháng 11 năm 1951. Tòa tháp của tòa nhà này là một địa điểm nổi tiếng trong thành phố Leeds và được sử dụng trong logo làm biểu tượng của trường. Tháp chuông là điểm cao nhất của tòa nhà, cao 57 mét (187 ft), khiến nó trở thành tòa nhà cao thứ 17 ở thành phố Leeds.

### Tòa nhà Maurice Keyworth
Trường Kinh doanh đại học Leeds ở bên trong tòa nhà thế kỷ 19 được phục hồi (được biết đến là tòa nhà Maurice Keyworth), nó từng thuộc về trường chuyên Leeds, nằm ở phía tây của khu trường sở. Trường đại học cũng xây dựng thêm các tòa nhà hiện đại hơn ở khu vực trường kinh doanh; tốn 9,3 triệu bảng Anh. Tòa nhà này gồm ba tầng rộng 4350 m² (tổng công suất), với tầng ba là khu hiện đại.

### Những tòa nhà thời hậu chiến

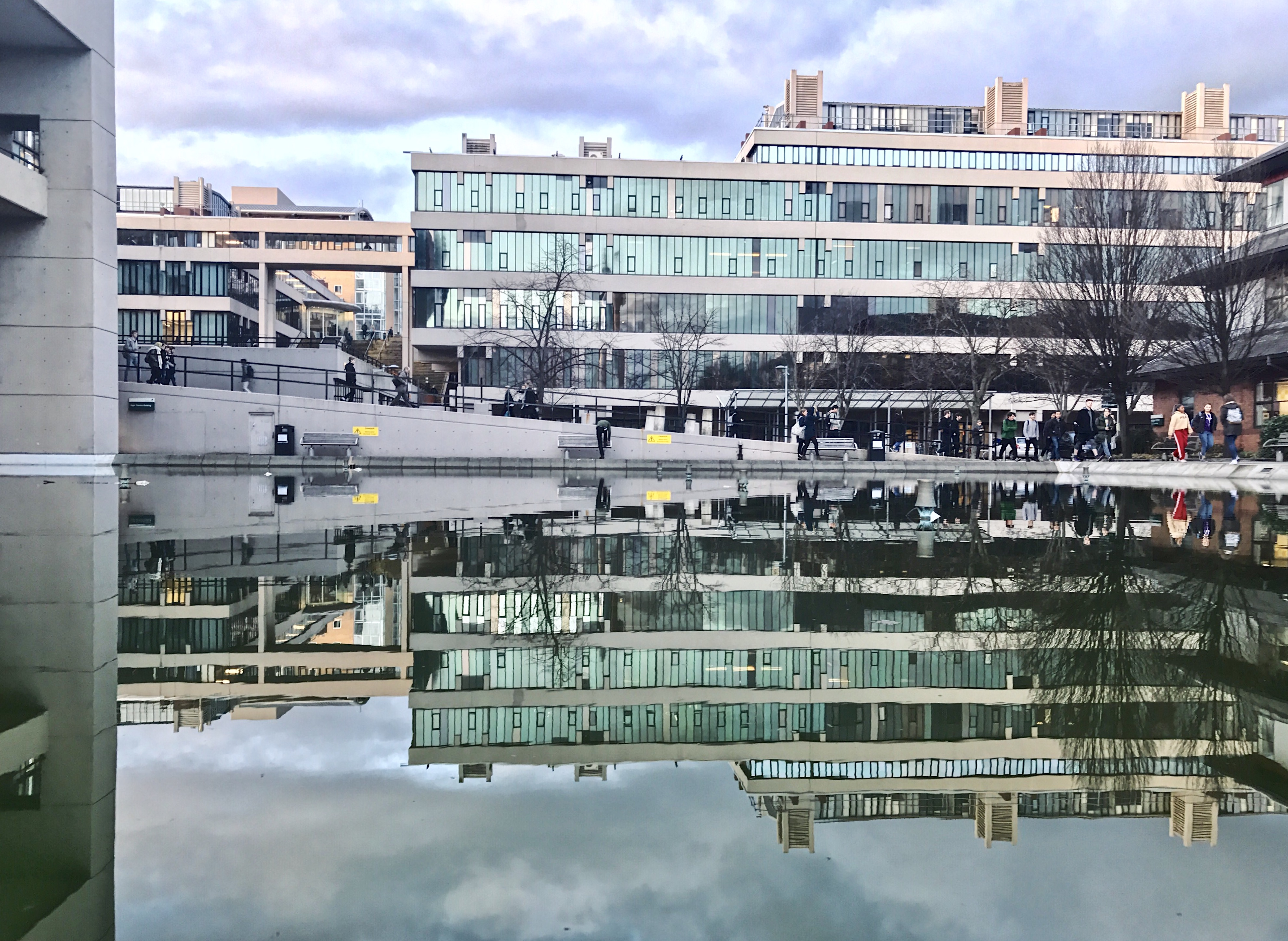
Tòa nhà EC Stoner

Tháng 6 năm 2010, các tòa nhà hậu chiến tại Đại học Leeds được đề nghị bởi English Heritage để trở thành những tòa nhà Hạng II. Các tòa nhà thô mộc và hiện đại được công nhận bao gồm tòa nhà Roger Stevens mới vào Hạng II*, trong khi các tòa EC Stoner, Khoa học Máy tính, Toán/Khoa học Trái Đất, Senior Common Room, Garstang, Irene Manton, Truyền thông và thư viện Edward Boyle (trước đây là Thư viện Nam) và tòa nhà Henry Price đã được công nhận là những tòa nhà hạng II. Những tòa nhà này cùng với Great Hall năm 1877 và Baines Wing, Trường Kỹ thuật Khoáng chất, Thư viện Brotherton Library và tòa nhà Parkinson là những tòa nhà hạng II.

### Mở rộng hiện đại

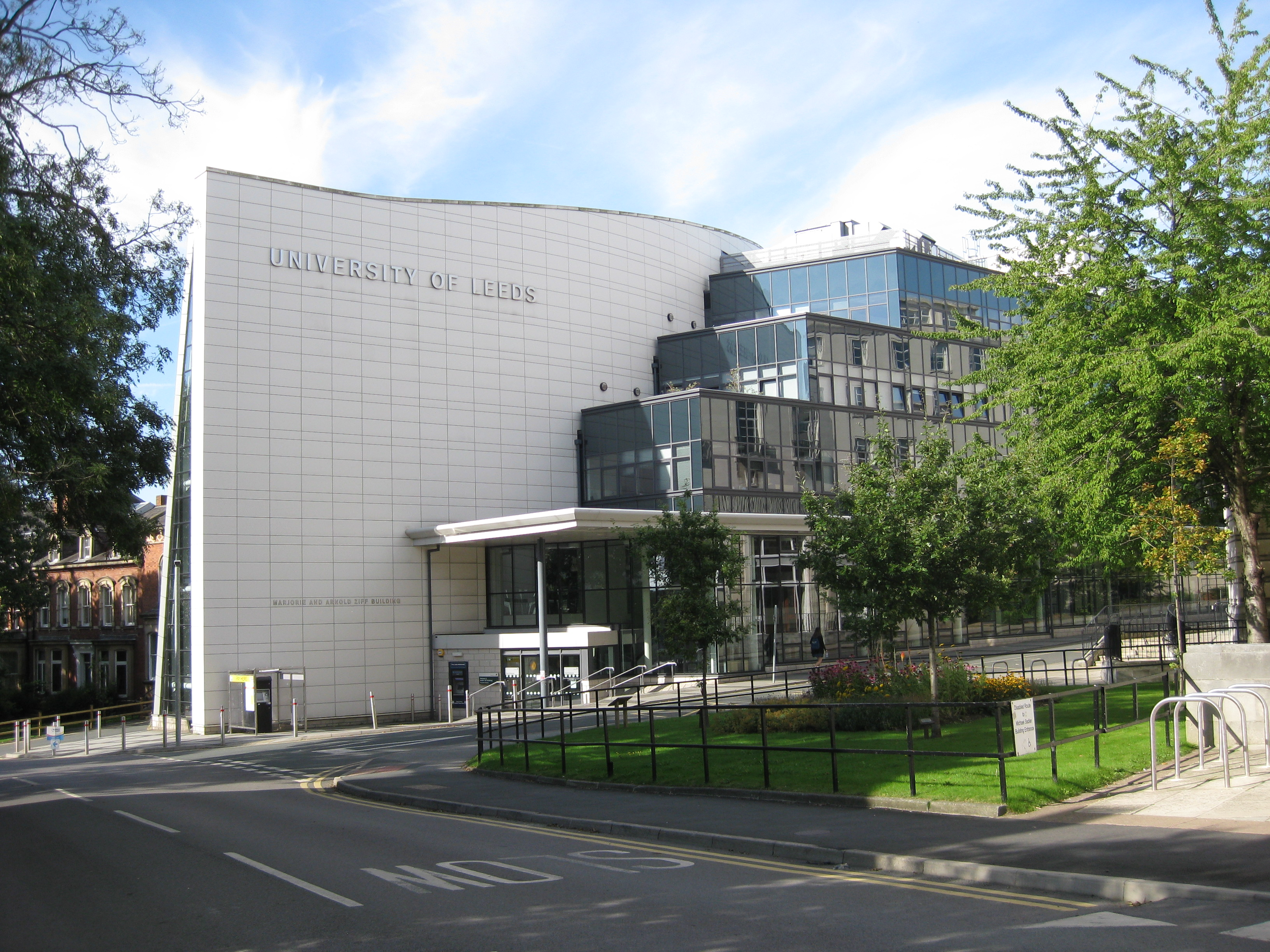
Tòa nhà Ziff, chuyên về các dịch vụ học sinh kể từ năm 2010

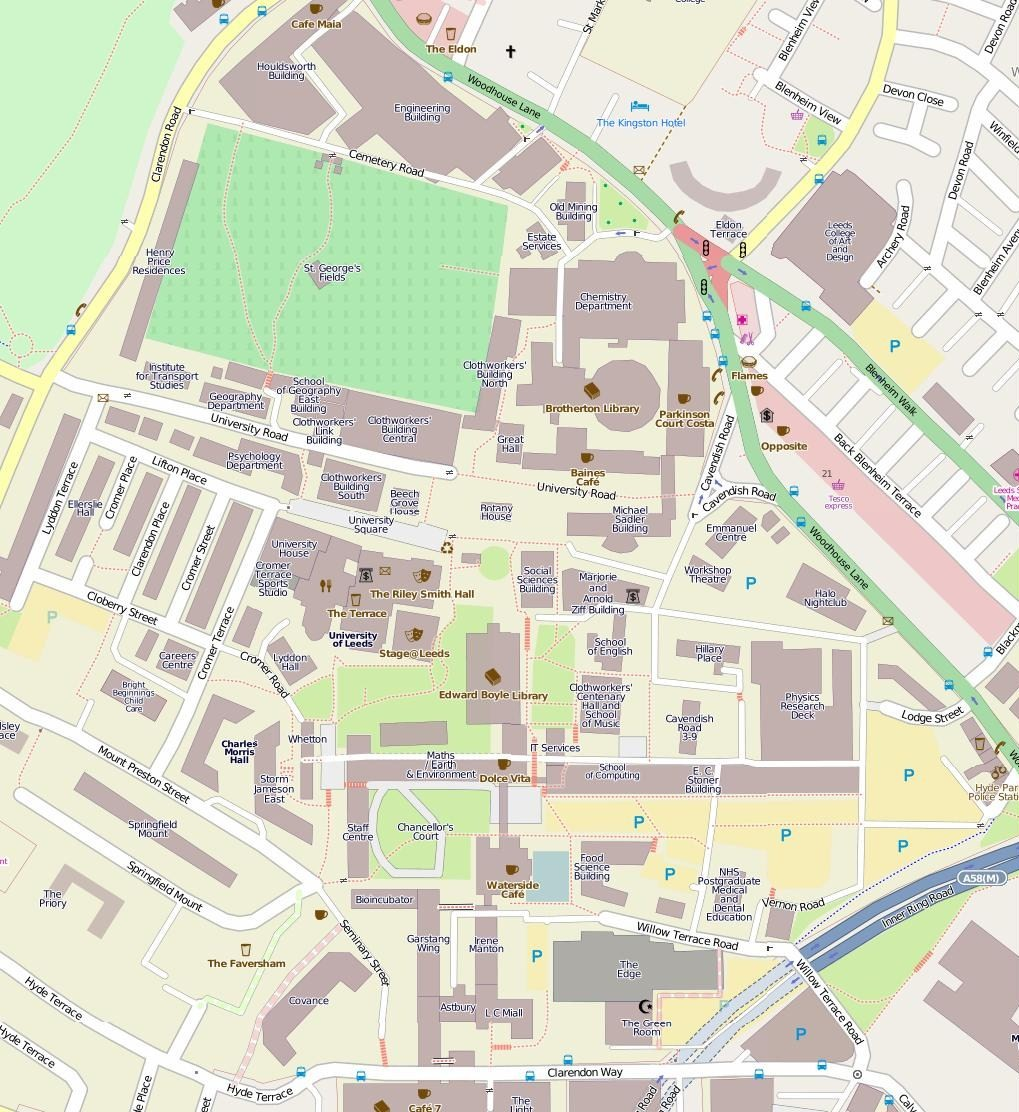
Bản đồ khuôn viên trường

Trường đại học này đã bắc đầu làn sóng mở rộng kể từ năm 2008, và đã đầu tư hơn 300 triệu bảng Anh vào thay đổi khuôn viên trường trong các năm sau đó, cải thiện những cơ sở giáo dục, nghiên cứu, cư trú và giải trí hiện đại nên cùng với 80 triệu bảng Anh nữa vào việc cải thiện bất động sản. Chương trình mở rộng này là một trong những dự án đầu tư vào giáo dục đại học lớn nhất ở Anh.
- Trái Đất và Môi trường: Việc nâng cấp bằng khoản phí 23 triệu bảng Anh đã hoàn thiện. Sự nâng cấp bao gồm không gian thí nghiệm được tân trang ở phía tây mà đã mở cửa cho học sinh và nhân viên vào tháng 4 năm 2009, những cải tiến còn lại gồm cả tân trang lại và xây mới đều hoàn thành vào tháng 11 năm 2009.[20][21]
- Ký túc xá Charles Morris: Việc cải tiến ký túc xá học sinh này bắt đầu bằng việc phá bỏ tòa nhà Mary Ogilvie trước đây. Ký túc xá này gồm khu ký túc xá 108 giường có sẵn, và xây mới tòa nhà 500-giường, chi phí 27,1 triệu bảng Anh bắt đầu từ tháng 3 năm 2009, ký túc xá mới hoàn thành năm 2010, với những học sinh đầu tiên vào ở từ năm học tháng 9 năm 2010.[20][21]
- Trung tâm chăm sóc trẻ em: Tòa nhà này đã hoàn thiện và là nơi gồm 140 phòng cho nhân viên/học sinh và khối cảnh quan cây xanh bên cạnh. Dự án này tốn 3,6 triệu bảng Anh và kéo dài khoảng 12 tháng, mở cửa chính thức vào tháng 4 năm 2010.[20][21]
- Bể bơi và trung tâm sức khỏe: Sự nâng cấp (có tên là The Edge) bắt đầu năm 2009 và bao gồm việc xây mới khu bể bơi/gym có giá 12,2 triệu bảng Anh sở biết tây nam khu trường sở. Dự kiến hoàn thành vào tháng 2 năm 2010 nhưng phải lùi lại đến tháng 5 năm 2010 mới mở cửa chính thức.[20][21]
- Thư viện Edward Boyle: Việc xây dựng lại thư viện với chi phí 28 triệu bảng Anh được chấp thuận bởi trường đại học và một nhóm tư vấn thiết kế, với dự kiến bắt đầu cuối năm 2010. Tuy nhiên, việc cắt giảm ngân sách làm dự án rời lại[20][21] tới năm 2015. Việc xây dựng lại bắt đầu vào mùa hè năm 2015 và hoàn thành vào cuối năm 2016.
- Tòa nhà Năng lượng, là sự phát triển mở rộng của khoa kỹ thuật với chi phí 12,5 triệu bảng Anh. Việc xây dựng bắt đầu vào cuối mùa hè năm 2010, và hoàn thành vào tháng 3 năm 2012.[20][22]

## Thông tin trường học
Trong năm học 2015/16, 31.790 người đăng ký nhập học. Có khoảng 560 ngành đại học và khoảng 300 ngành sau đại học trong năm học 2009-10.:6 Ngoài việc duy trì thế mạnh của nó trong các môn truyền thống (ví dụ nhiều học sinh đăng ký học các môn về ngôn ngữ và khoa học vật lý hơn các nơi khác tại Anh), Leeds cũng phát triển chuyên môn về các lĩnh vực hiếm và đặc biệt hơn ví dụ như Hoá học màu sắc, Khoa học lửa, Công nghệ nano và Công nghệ hàng không với học làm phi công.

### Thư viện

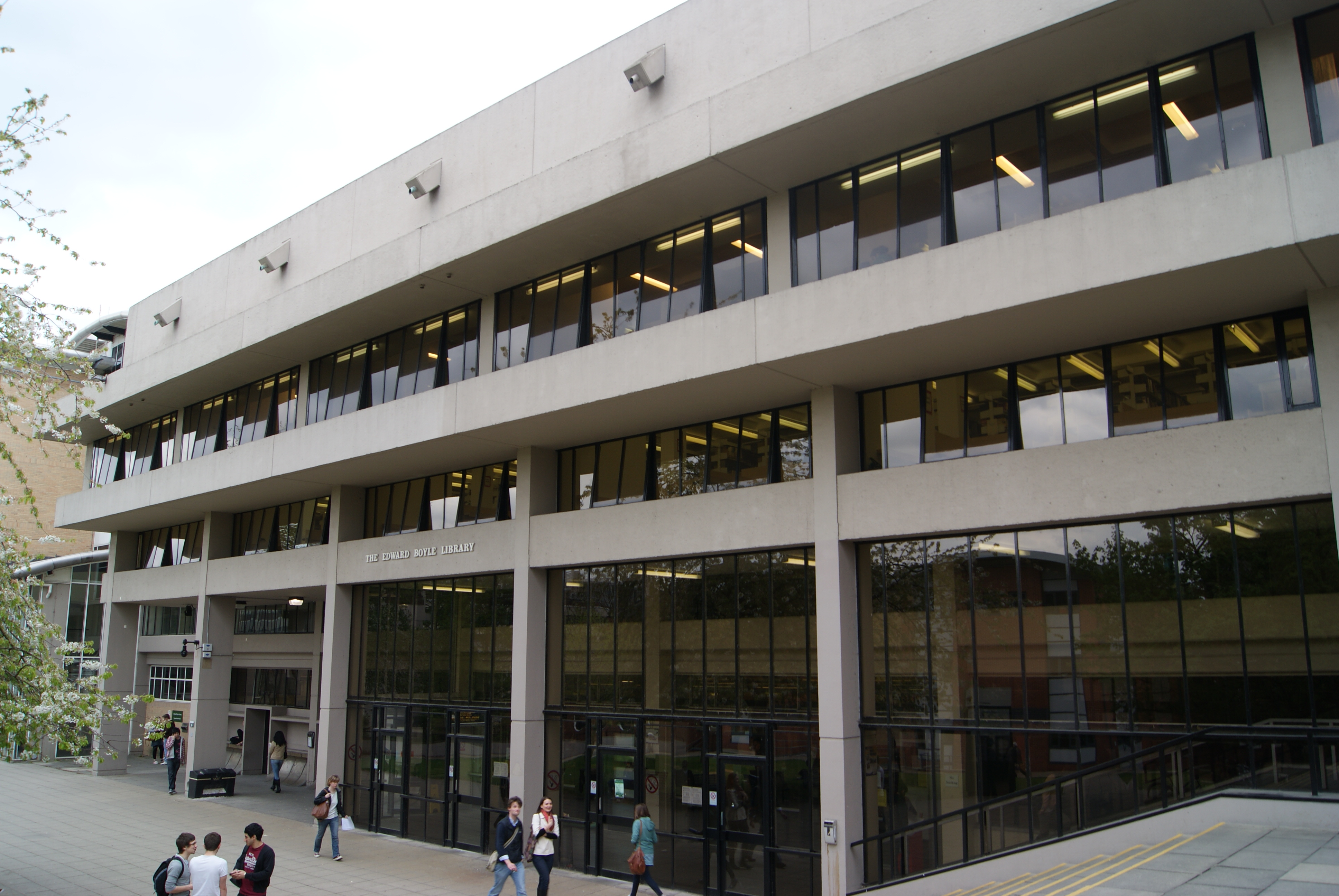
Thư viện Edward Boyle, một trong nhiều tòa nhà Thô Mộc kết nối bởi một chuỗi các đường trên cao liên kết với nhau.

Thư viện của đại học rải rác ở năm địa điểm và có tổng cộng 2,78 triệu cuốn sách, 26.000 tạp chí được in ra và điện tử, 850 kho dữ liệu và 6.000 sách điện tử: khiến nó trở thành một trọng những thư viện nghiên cứu lớn nhất Anh Quốc. Đại học chính về nghệ thuật, khoa học xã hội và luật là thư viện Brotherton, nằm trong tòa nhà Parkinson. Thư viện chính về khoa học, kỹ thuật và học sinh là thư viện Edward Boyle, nằm ở trung tâm khu trường sở. Thư viện về y học, nha khoa, và chăm sóc sức khỏe là thư viện Khoa học Sức khỏe, nằm trong tòa nhà Worsley, và có phần mở rộng của thư viện này ở bệnh viện đại học thánh James. Thư viện Laidlaw ở trong khu trường sở chính, phục vụ nhu cầu của học sinh đại học năm nhất và năm hai, mở cửa vào tháng 5 năm 2015. Và nó được đặt tên theo Irvine Laidlaw, Baron Laidlaw người đóng góp 9.000.000 bẳng Anh vào việc xây dựng.
Thư viện đại học cũng làm nơi chứa nhiều bộ sưu tập đặc biệt, từ thế kỷ thứ 15 đến thế kỷ thứ 20. Những bộ sưu tập này bao gồm cả tóc nhà soạn nhạc cổ điển Wolfgang Amadeus Mozart và Ludwig van Beethoven nổi tiếng. Các bộ sưu tập khác bao gồm First Folio (Mr. William Shakespeares Comedies, Histories. & Tragedies) của William Shakespeare xuất bản năm 1623 và có giá khoảng 15 triệu bảng Anh. Đại học này cũng có Philosophiæ Naturalis Principia Mathematica của Isaac Newton, xuất bản lần đầu ngày 5 tháng 7 năm 1687 và bản thảo Công tước Padua của Oscar Wilde từ năm 1883.

### Máy tính
Có 9.000 máy tính cá nhân ở khắp khu trường sở với 150 máy tính Sun và máy chủ, 8 máy chủ Sun chức năng cao Sun và 256 siêu máy tính. Có 29 cụm máy tính với các kích cỡ khác nhau trải khắp các địa điểm khác nhau, cùng với các cụm khác ở trong từng khoa cụ thể. Năm trong số những cụm máy tính này mở cửa 24 giờ một ngày.

### Nghiên cứu
Nhiều khoa học thuật có các cơ sở nghiên cứu chuyên môn được sử dụng bởi nhân viên và học sinh để hỗ trợ nghiên cứu từ các bộ sưu tập quan trọng tầm cỡ quốc tế trong thư viện trường đến các phòng thí nghiệm tiên tiến. Chúng bao gồm những nghiên cứu được tổ chức tại viện nghiên cứu Vận tải, như là Mô hình Lái xe đại học Leeds là một trong những thứ tiên tiến nhất thế giới về môi trường nghiên, cho phép những nhà nghiên cứu vận tải quan sát cử chỉ của người lái xe trong điều kiện quản lý chính xác bởi phòng thí nghiệm mà không có những nguy hiểm liên quan đến tính mạng và môi trường.
Với liên kết sâu rộng đến bệnh viện đại học thánh James qua trường Y Leeds, trường đại học này điều hành một loạt các phòng thí nghiệm công nghệ cao về y sinh học và khoa học vật lý, thực phẩm và kỹ thuật – bao gồm những phòng sạch cho công nghệ sinh học nano và thực vật học nhà kính. Trường đại học này có liên kết với thương xá Leeds và học viện y học phân tử ở bệnh viện đại học thánh James, nơi hỗ trợ liên kết mở rộng và thực hành trong lĩnh vực y học.
Trường đại học này cũng vận hành thiết bị nghiên cứu về hàng không, với thiết bị mô phỏng điều kiện bay của Airbus A320. Thiết bị mô phỏng được tạo ra để phát triển vận hành chuyến bay một cách hiệu quả và an toàn; trong đó học sinh được sử dụng thiết bị mô phỏng để phát triển phản xạ trong những tình huống then chốt như chết máy, trụ trặc hiển thị và thời tiết xấu.
Ngoài những thiết bị này, nhiều khoa trong trường thực hiện nghiên cứu về lĩnh vực của họ. Cũng có các trung tâm nghiên cứu, bao gồm Trung tâm nghiên cứu châu Phi đại học Leeds.

### Y học

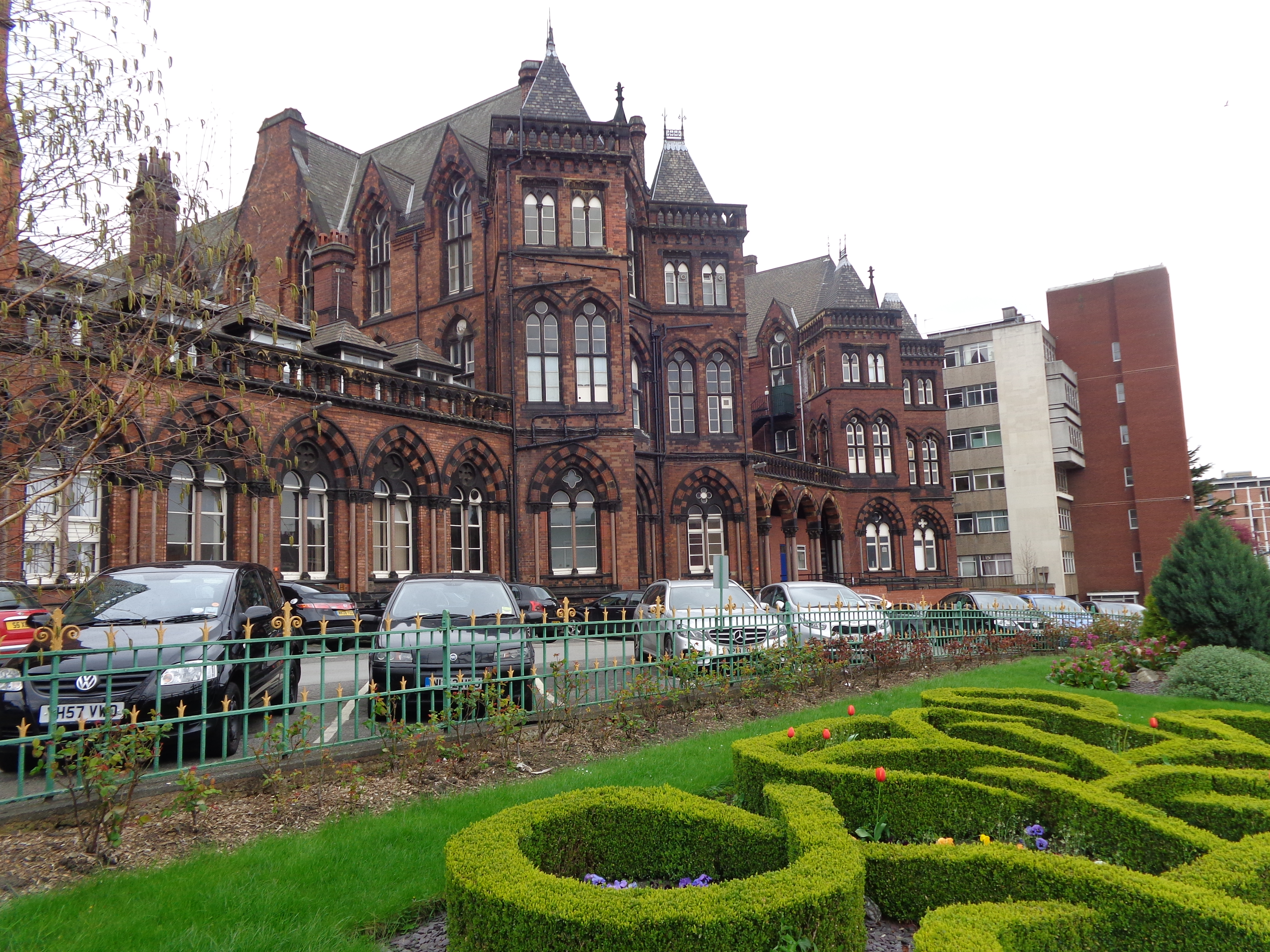
Thương xá Leeds (ảnh) và bệnh viện đại học thánh James sáp nhập vào trường y Leeds

Trường y Leed là một trong những trường y lớn nhất châu Âu, với hơn 250 học sinh y khoa được đào tạo mỗi năm bởi hơn 1.000 nhân viên giảng dạy, kỹ thuật và quản lý. Trường được chia thành trung tâm chuyên môn gồm học viện gen Leeds, Sức khỏe và Trị liệu (LIGHT), học viện Khoa học Sức khỏe Leeds (LIHS), học viện Giáo dục Y học Leeds (LIME) và học viện Y học Phân tử Leeds (LIMM). Trong hướng dẫn đại học 2010–11, trường y Leeds xếp thứ 11 trong xếp hạng trường y tốt nhất quốc gia bởi The Guardian và thứ 14 bởi The Complete University Guide liên kết với  The Independent.
Trường y có liên kết chặt chẽ với NHS và làm việc gần gữi với bệnh viện dạy học NHS Leeds, bao gồm 6 bệnh viện và các phòng khám ở Yorkshire và Humber.

### Xếp hạng và danh tiếng

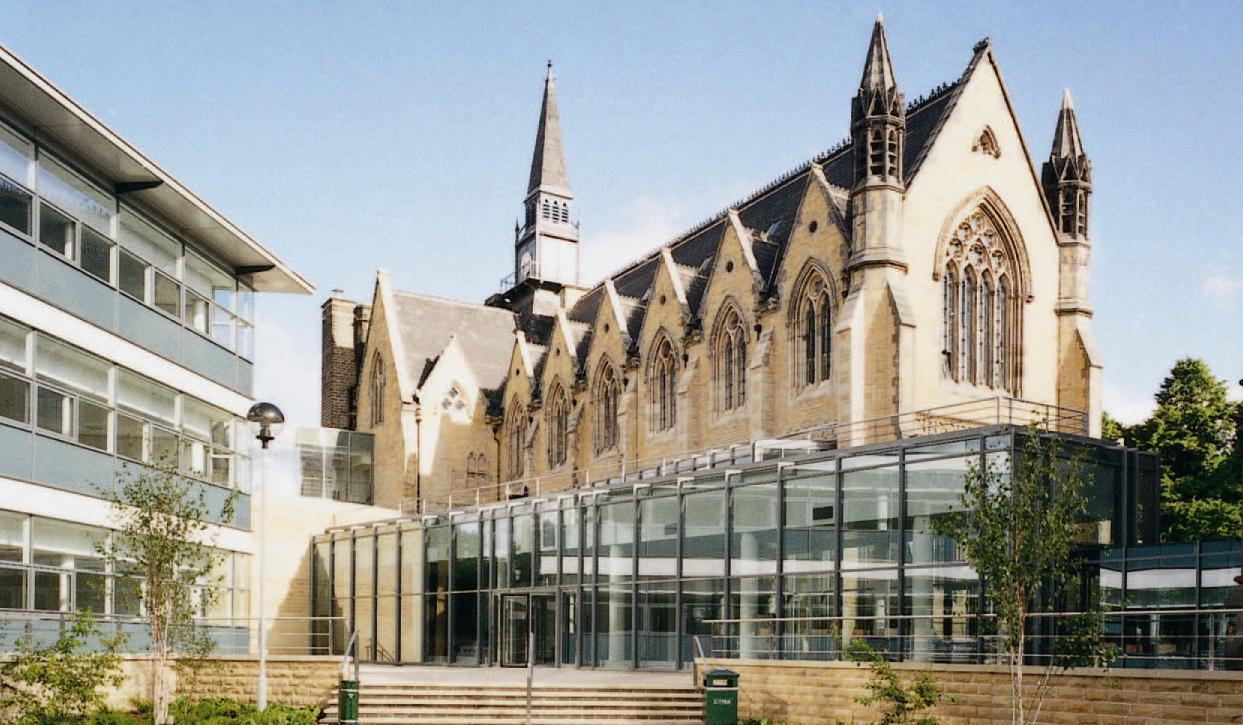
Trường Kinh doanh đại học Leeds xếp thứ 48 trong xếp hạng MBA Thế giới năm 2008 của Financial Times

Leeds là một thành viên của nhóm Russell, một nhóm trường đại học nghiên cứu của Anh. Đại học Leeds xếp thứ 8 nước Anh năm 2008 về Kiểm tra đánh giá nghiên cứu, là kết quả tốt nhất ở vùng Yorkshire và Humber và chỉ đứng sau 3 trường mà trước đây không ở trong hệ thống đại học Oxford, đại học Cambridge và đại học London (thứ 4 – đại học Manchester, thứ 5 – đại học Edinburgh và thứ 7 – đại học Nottingham).
Giữa năm 2014-15, Leeds đứng thứ 10 trong những trường đại học Anh là mục tiêu của người tuyển dụng, giảm 2 bậc từ thứ 8 trong bảng xếp hạng năm 2014.
Năm 2023, Xếp hạng các đại học thế giới của QS xếp Leeds đứng thứ 75 trên thế giới. Leeds cũng được xướng tên là Đại học của năm 2017 bởi Hướng dẫn đại học tốt của Times và Sunday Times.
Trường đại học này đã được trao Giải thưởng Kỷ niệm của Nữ hoàng năm 2009 về các dịch vụ về kỹ thuật và công nghệ. Giải thưởng được trao cho viện nghiên cứu vận tải (ITS) của trường đại học này, trong 40 năm qua nó đã dẫn đầu thế giới về dạy và nghiên cứu về vận tải.

### Tuyển sinh
|                                         | 2016   | 2015   | 2014   | 2013   | 2012   |
| --------------------------------------- | ------ | ------ | ------ | ------ | ------ |
| Đơn xin                                 | 52.110 | 51.855 | 53.560 | 48.435 | 49.390 |
| Tỷ lệ mời nhập học (nếu đỗ) (%)         | 72,9   | 75,4   | 72,5   | 74,0   | 68,0   |
| Đăng ký học (sau khi đỗ)                | 7.390  | 7.150  | 6.985  | 6.810  | 6.430  |
| Tỷ lệ đăng ký học/được mời nhập học (%) | 19,5   | 18,3   | 18,0   | 19,0   | 19,1   |
| Tỷ lệ đơn xin/đăng ký học               | 7,05   | 7,25   | 7,67   | 7,11   | 7,68   |
| Điểm UCAS nhập học trung bình           | n/a    | n/a    | 430    | 430    | 431    |

Từ năm 2006 đến nay, UCAS xuất bản thống kê cho thấy trường đại học này luôn xếp thứ 2 trong xếp hạng đơn những trường đại học Anh Quốc nhận được, chỉ sau đại học Manchester. tính đến 2010, số liệu của The Complete University Guide cho thấy trường đại học này có tỷ lệ chọi 7,7 trên 1 suất, với tỉ lệ học sinh đỗ là 42% nam và 58% nữ. Trường đại học gửi lời mời nhập học (nếu đỗ) cho 75,4% đơn xin, thấp thứ 14 trong nhóm Russell.
Số liệu được xuất bản trước đó bao gồm Hướng dẫn độc lập về đại học Anh Quốc cung cấp bởi Push, nó chỉ ra rằng trường đại học này có tỷ lệ chọi 8 đơn xin trên 1 suất, với tỉ lệ nam trên nữ là 41:59 năm 2009. Số liệu cũng nhấn mạnh rằng trường đại học thường nhận học sinh có điểm UCAS Tariff 280–360, tương đương với tối thiểu 3 điểm A-level B,B và C đến 3 A hoặc 2 A* và một C. Số liệu này cũng chỉ ra rằng 16% học sinh đại học đạt được bằng hạng nhất, 58% đạt được hạng 2:1, 24% đạt hạng 2:2 và 3% đạt hạng 3.

### Người đoạt giải Nobel
Một số người đoạt giải Nobel đã làm việc và học tập tại trường đại học này.
- William Henry Bragg, OM, KBE, PRS (được trao Giải Nobel Vật lý năm 1915), cho nghiên cứu của ông (cùng với con trai ông William Lawrence Bragg) trong việc phân tích tinh thể học tia X.
- George Porter, OM, FRS (được trao Giải Nobel hóa học năm 1967) – tốt nghiệp đại học Leeds - được trao giải cho nghiên cứu về phản ứng hóa học cực nhanh (quang phân tia sáng).
- Wole Soyinka (được trao Giải Nobel Văn học năm 1986) – tốt nghiệp đại học Leeds - nhà văn người Nigeria được trao giải Nobel Văn học năm 1986.
- Archer John Porter Martin (được trao Giải Nobel hóa học năm 1952), là một nhà hóa học người Anh đồng nhận giải Nobel Hóa học cho phát minh sắc ký phân bố với Richard Synge.
- Richard Laurence Millington Synge (được trao Giải Nobel hóa học năm 1952), là một nhà hóa sinh học người Anh, đồng nhận giải Nobel hóa học cho phát minh sắc ký phân bố cùng với Archer Martin.
- Piers Forster – cán bộ nhân viên Đại học Leeds – đóng góp cho báo cáo của IPCC (Ủy ban Liên chính phủ về Biến đổi Khí hậu), tổ chức được trao giải Nobel Hoà bình năm 2007.[59]

## Tổ chức và quản lý

### Khoa
Các trường, học viện và trung tâm của đại học được chia thành tám khoa, mỗi khoa đều có trưởng khoa, đại diện trưởng khoa và các chức vụ trung tâm:
- Nghệ thuật, Nhân văn và Văn hóa (Tiếng Anh; Lịch sử; Triết học, Tôn giáo và Lịch sử Khoa học; học viện nghiên cứu Thuộc địa và Hậu thuộc địa; viện nghiên cứu Nhân văn; học viện nghiên cứu Trung Cổ; Ngôn ngữ, Văn hóa và Xã hội; học viện nghiên cứu Truyền thông; Thiết kế; Mỹ thuật, Lịch sử của Nghệ thuật và Văn hóa; Âm nhạc; Công nghiệp Biểu diễn và Văn hóa)
- Khoa học Sinh học (học viện Sinh học Màng và Hệ thống; học viện Phân tử và Tế bào; học viện Sinh học Tích hợp và So sánh; trường đại học Khoa học Sinh học; trường cao học Khoa học Sinh học)
- Kinh doanh (Tài chính Kế toán; Kinh tế; Kinh doanh quốc tế; Quản lý; Tiếp thị; Quan hệ Lao động và Việc làm)
- Giáo dục, Khoa học Xã hội và Luật (Giáo dục; Luật; Nghiên cứu Chính trị và Quốc tế; Xã hội học và Chính sách xã hội; Cao học)
- Kỹ thuật (Kỹ thuật Hóa học và Xử lý; Kỹ thuật Xây dựng; Tin học; Kỹ thuật Điện và Điện tử; Kỹ thuật Cơ khí)
- Môi trường (Trái Đất và Môi trường; Địa lý; viện nghiên cứu Vận tải)
- Toán học và Khoa học Vật chất (Hóa học; Khoa học Thực phẩm và Dinh dưỡng; Toán học; Vật lý học và Thiên văn học)
- Y học và Sức khỏe (Học viện nha khoa Leeds; Chăm sóc sức khỏe; Y học; học viện gen Leeds, Sức khỏe và Trị liệu; học viện Khoa học Sức khỏe Leeds; học viện Giáo dục Y tế Leeds; học viện Y học Phân tử Leeds; học viện Khoa học Tâm lý)

### Đối tác quốc tế
Trường đại học này có một số liên kết chính thức với các học viện khắp thế giới để chia sẻ về việc dạy học và nghiên cứu, cũng như trao đổi học sinh và nhân viên. Nhiều trường đại học ở châu Âu tham gia vào chương trình Erasmus, nó cho phép học tập ở nhiều học viện trong khu vực. Học sinh ở Leeds có thể chọn các trường kết nghĩa ở châu Âu, với mỗi khoa đều có những liên kết cụ thể.

### Hiệu trưởng
Hiệu trưởng đóng vai trò làm người đứng đầu nghi thức và ngồi tại tòa án đại học. Leeds có 6 hiệu trưởng kể từ khi nó đạt được hiến chương Hoàng gia năm 1904.
| Tên                                                    | Quãng thời gian |
| ------------------------------------------------------ | --------------- |
| George Robinson, hầu tước thứ nhất của Ripon           | 1904–1909       |
| Victor Cavendish, công tước thứ 9 của Devonshire       | 1909–1938       |
| Edward Cavendish, công tước thứ 10 của Devonshire      | 1938–1950       |
| Mary, công chúa hoàng gia và phu nhân bá tước Harewood | 1951–1965       |
| Katharine, nữ công tước Kent                           | 1966–1999       |
| Melvyn Bragg                                           | 1999–           |

### Hiệu phó
Hiệu phó của trường đại học này đóng vai trò giám đốc điều hành. Hiệu phó hiện tại là Alan Langlands, người trước đây là giám đốc điều hành của Hội đồng Tài trợ Cao học Anh. Một số hiệu phó trước đây đã có những tòa nhà và ký túc xá trong trường đặt tên theo tên họ. Ví dụ là thư viện Edward Boyle, ký túc xá Bodington (đặt tên theo tên hiệu phó đầu tiên) và tòa nhà Roger Stevens.
| Tên                                       | Quãng thời gian |
| ----------------------------------------- | --------------- |
| Nathan Bodington                          | 1904–1910       |
| Michael Ernest Sadler                     | 1911–1923       |
| James Black Baillie                       | 1924–1938       |
| Bernard Mouat Jones                       | 1938–1948       |
| Charles Morris, Baron Morris của Grasmere | 1948–1963       |
| Roger Stevens                             | 1963–1970       |
| Edward Boyle, Baron Boyle của Handsworth  | 1970–1981       |
| William Walsh (quyền hiệu phó)            | 1981–1983       |
| Edward Parkes                             | 1983–1991       |
| Alan Wilson                               | 1991–2004       |
| Michael Arthur                            | 2004–2013       |
| Alan Langlands                            | 2013–đến nay    |

## Cuộc sống sinh viên

### Liên đoàn sinh viên
Liên đoàn sinh viên Leeds là nhóm liên kết của Liên đoàn sinh viên quốc gia, nằm trong khu trường sở chính của đại học. Mục đích chính của liên đoàn là hỗ trợ sinh viên Leeds bằng các cung cấp các cơ hội giao tiếp, hộ trợ các nhóm và cộng đồng, các dịch vụ khuyên và giúp đỡ và hỗ trợ học sinh nào muốn tham gia tình nguyện, các chiến dịch và các cộng đồng địa phương. Liên đoàn sinh viên Leeds cũng là một thnafh viên sáng lập của nhóm Aldwych, nơi đại diện cho liên đoàn sinh viên của các thành viên nhóm Russell.
Nhà ăn trường đại học là căng tin chính của trường đại học này vào ban ngày, phục vụ thức ăn nóng và lạnh trong khi buổi tối nó trở thành một trong những tụ điểm âm nhạc lớn nhất của Leeds, có sức chứa 2.100 người cho những sự kiện trực tiếp. Nhiều ban nhạc và nhạc sĩ nổi tiếng đã chơi tại nhà ăn trường đại học này. Bao gồm The Who người thu âm Live at Leeds tại địa điểm này (ban đầu năm 1970, và quay lại vào tháng 6 năm 2006 để tái tạo lại buổi diễn ban đầu), Bob Marley và Wailers (như trong phiên bản chất lượng cao năm 2004 của Burnin'), Jimi Hendrix, Led Zeppelin, Pink Floyd, và gần đây hơn là Muse (thu âm và chơi ở MTV), The Strokes, Bloc Party, Manic Street Preachers, KT Tunstall, Arctic Monkeys, The Coral và Paul Weller.

#### Báo sinh viên
The Gryphon (trước đây được biết đến là "Học sinh Leeds") là tờ báo sinh viên hàng tuần, được xuất bản miễn phí mỗi thứ 6 trong năm học và phân phát khắp đại học Leeds. Các bài viết được viết bởi học sinh, và phần lớn là về các vấn đề học sinh và vấn đề địa phương. Nó là một trong những tờ báo sinh viên hoạt động tích cực nhất quốc gia và thường thắng giải truyền thông sinh viên. Học sinh Leeds được thành lập năm 1970 bằng cách kết hợp báo Liên đoàn Đại học Leeds (Tin tức Liên đoàn) và báo Liên đoàn Học sinh Bách khoa Leeds, nhưng vào tháng 11 năm 2005 học sinh Đại học Leeds Metropolitan bầu cử để tách ra khỏi Học sinh Leeds. Tên gọi được đổi thành The Gryphon năm 2014.
Năm 2009 Học sinh Leeds chiến thắng giải Báo sinh viên của năm của The Guardian được liệt kê vào danh sách Tạp chí học sinh The Guardian của năm. Những người viết báo trước đây bao gồm Paul Vallely (The Independent) và Nicholas Witchell (BBC News).

#### Radio sinh viên Leeds
Liên đoàn sinh viên Leeds cũng vận hành đài phát thanh sinh viên Radio sinh viên Leeds, phát sóng trực tiếp trên trang web từ 9 giờ sáng-12 giờ sáng mỗi ngày trong năm học.

### Thể thao

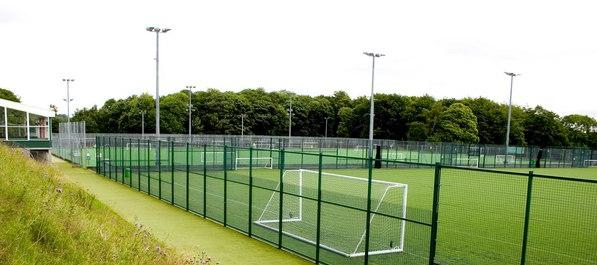
Sân bóng Weetwood

Trường đại học này có các đội thường đấu trong giải Thể thao Đại học và Cao đẳng Anh (BUCS) và tính đến năm 2016 trường xếp thứ 14 toàn quốc.
Mỗi năm trường đại học này hỗ trợ 20 vận động viên ưu tú, bằng cách cấp vốn, hỗ trợ các dịch vụ và cả về mặt học thuật để họ có thể thi đấu trong khả năng tốt nhất khi vẫn đang đi học. Đại học này cũng cung cấp học bổng thể thao tới những vận động viên ưu tú liên kết với Npower và họ cũng cung cấp học bổng Olympic tới những người có triển vọng để chuẩn bị thi đấu tại Olympic trong tương lai.
Trường đại học này cũng thi đấu hàng năm ở cúp Christie, một giải đấu bắt nguồn từ năm 1886 khi những trường đại học trước đây gồm đại học Victoria Leeds, Liverpool và Manchester tham gia vào 28 môn thể thao khác nhau. Sau giải đấu giữa đại học Oxford và Cambridge, giải đấu Christie là giải đấu liên đại học cổ nhất trong lịch sử thể thao.
Trường đại học này là một thành viên của Câu lạc bộ Cricket Marylebone cùng với đại học Cardiff, Cambridge, Durham, Loughborough và Oxford, nơi những vận động viên cricket có thể tiếp tục việc học cùng với nhận được huấn luyện chuyên nghiệp và tham gia những trận tranh đấu.
Trung tâm Thể thao đại học Leeds cung cấp nhiều môn thể thao, người tham gia bao gồm cả học sinh của trường và người dân địa phương. Cùng với các lớp rèn luyện sức khỏe như yoga và thể dụng nhịp điệu, trường cũng có hơn 36 câu lạc bộ thể thao khác nhau, bao gồm cricket, bóng đá, rugby, khúc côn cầu, bóng rổ và cầu lông là những môn đã thắng và đoạt cúp trong giải đấu Thể thao Đại học và Cao đẳng Anh (BUCS).
Ngoài các môn thể thao cao cấp, Leeds cũng là một trong những học viện ở Anh có chương trình thể thao giải trí thông thường lớn nhất. Liên đoàn Đại học Leeds có hơn 60 câu lạc bộ thể thao từ đạp xe đến chèo thuyền.
Một dự kiến chi 20 triệu bảng Anh đã được phê chuẩn với mục đích tăng cường các dụng cụ thể thao cho trường, bao gồm một bể bơi 25m, 8 làn và trung tâm sức khỏe thể chất 200 trạm (được biết đến là The Edge) mở cửa vào tháng 5 năm 2010. Trung tâm Thể thao Gryphon mở cửa năm 2008 sau khi được làm mới lại bằng khoản tiền 2,5 triệu bảng Anh, dụng cụ cho các môn dùng vợt bao gồm cầu lông và bóng quần và sân chơi Weetwood được sử dụng cho bóng đá, rugby và khúc côn cầu.
Trường đại học này cũng cung cấp các cơ hội để phát triển kỹ năng và kinh nghiệm thể thao bằng cách đi tình nguyện tại địa phương. Tình nguyện viên có thể giữ các vị trí như huấn luyện viên, tổ chức sự kiện và quản lý.

### Hỗn hợp
Đội Khuyết tật của trường đại học này có sắp xếp và cung cấp các dịch vụ hỗ trợ học tập cho học sinh khiếm thính, bị mù toàn phần hoặc một phần, gặp khó khăn trong học tập (ví dụ như chứng khó đọc), bị khuyết tật về thể chất hoặc khó vận động, Có tình trạng sức khoẻ dài hạn hoặc gặp khó khăn về sức khoẻ tâm thần.
Trường đại học này là một trong số ít trường đại học ở Vương quốc Anh bao gồm một Trung tâm Chuyển tiếp trong khuôn viên, được quản lý kết hợp với RNIB. Trung tâm Chuyển ngữ cung cấp thông tin trong một loạt các định dạng có thể truy cập (bao gồm chữ Braille, bản in lớn, văn bản điện tử và các định dạng âm thanh) cho học sinh và nhân viên mù toàn phần và một phần - cả ở Leeds và các trường đại học, cao đẳng và trường học khác.

## Lịch sử khác
Khu trường sở là nơi yên nghỉ cuối cùng của Pablo Fanque, chủ gánh xiếc đen đầu tiên của Anh và người điều hành gánh xiếc đứng đầu Anh trong 30 năm trong thời Victoria. Pablo Fanque và vợ ông ấy, Susannah Darby được chôn ở nghĩa trang Woodhouse, bây giờ là khu thánh George, trong khuôn viên trường đại học Leeds. Có một tài tưởng niệm mà Fanque dựng cho vợ ông, và một đài tưởng niệm nhỏ hơn cho ông vẫn còn. Fanque nổi tiếng lại vào thế kỷ 20, khi John Lennon nhắc đến ông ấy trong bài hát Being for the Benefit of Mr. Kite! của The Beatles trong album Sgt. Pepper's Lonely Hearts Club Band. Vào ngày 8 tháng 10 năm 2010, liên đoàn đại học Leeds đã công bố tấm bia xanh tưởng niệm tại mộ của Fanque và Darby làm một phần của lễ kỷ niệm Đêm ánh sáng hàng năm của Leeds.